# Рай, Сукумар
Сукумар Рай (бенг. সুকুমার রায়, англ. Sukumar Ray, 30 октября 1887, Калькутта, Британская Индия — 10 сентября 1923, там же) — индийский писатель, классик литературы на языке бенгали, фотограф и мастер литографии. Писал юмористические и детские стихи, рассказы, пьесы. Наиболее известен как индийский пионер литературы абсурда, благодаря чему его называют «индийским Льюисом Кэрроллом».
Его труды — сборник детских стихов «Абол-Табол» (бенг. আবোলতাবোল, «Чепуха»), роман «ХаДжаБаЛаРа» (бенг. হযবরল), сборник рассказов «Пагла Дашу» (бенг. পাগলা দাশু, «Чокнутый Дашу») и пьеса «Чалачитта-чанчари» (бенг. চলচিত্তচঞ্চরী) считаются классикой детской литературы на бенгали. Он по сей день остаётся одним из наиболее популярных детских писателей как в штате Западная Бенгалия, так и в Бангладеш.

## Биография
Сукумар Рай родился в семье писателя детских рассказов Упендракишора Рая (Рай Чоудхури). Его отец также писал песни, был иллюстратором и художником, увлекался астрономией. Семья играла важную роль в религиозном движении Брахмо-самадж. Среди друзей семьи были энциклопедист Джагдиш Чандра Боше и Рабиндранат Тагор, оказавший прямое влияние на становление Сукумара.
В 1906 году Сукумар окончил с отличием калькуттский Президенси-колледж по специальности «физика и химия», затем изучал фотографию и литографию в Англии. Его исследования в области печати полутонов с помощью литографии публиковались в британских научных журналах, в Англии он также читал лекции о поэзии Рабиндраната Тагора. По возвращении он стал пионером фотографии и фотопечати в Индии.
Затем его отец открыл типографию и стал издавать детский журнал. Сукумар уехал в Англию изучать издательское дело. Вскоре после его возвращения его отец умер, и последующие восемь лет Сукумар занимался типографией и изданием детского журнала. Он также возглавил молодёжное, обновленческое крыло Брахма-самадж.
Сукумар Рай скоропостижно скончался в расцвете сил из-за эпидемии лейшманиоза, который тогда не умели лечить.
Единственный сын Сукумара, Сатьяджит Рай, стал известным индийским кинематографистом.